# Cantius
Il cantio (gen. Cantius) è un primate estinto, appartenente agli adapidi. Visse nell'Eocene inferiore - medio (circa 56 - 40 milioni di anni fa) e i suoi resti fossili sono stati ritrovati in Nordamerica e in Europa.

## Descrizione
Questo genere di primati comprende animali di taglia variabile, che potevano pesare tra 1 e 5 chilogrammi. Si suppone che il loro aspetto ricordasse quello degli attuali lemuri, con ossa delle zampe snelle. Il cranio era dotato di un muso piuttosto corto e di una sinfisi mandibolare non ancora fusa. La dentatura era completa, con due incisivi piccoli e verticali, un canino prominente, quattro premolari e tre molari. Come in altri primati primitivi, sui molari era presente la cosiddetta "Nannopithex fold", una cresta che correva distolingualmente sul protocono.
Tra le varie specie, Cantius torresi era quella più piccola (superava di poco il chilogrammo di peso) e dalla dentatura più differenziata, con premolari e molari inferiori corti e larghi (Gingerich, 1986). Il quarto premolare inferiore di C. torresi era insolito, con trigonide e talonide molto ampi; questa caratteristica si riscontra anche nelle forme più primitive del gruppo degli omomiidi, una famiglia di primati affini ai tarsi, e fa supporre che nell'Eocene inferiore vi era ancora poca differenziazione tra le varie forme di primati. C. torresi, inoltre, dimostrava un marcato dimorfismo sessuale per quanto riguarda i canini. In Cantius, il canale lacrimale era anteriore rispetto al margine orbitale, in contrasto con altri primati simili come Notharctus, Smilodectes e Hesperolemur (Gunnell, 1995).

## Classificazione
Il genere Cantius venne istituito nel 1962 da Simons, per accogliere alcune specie di primati fossili dell'Eocene americano, precedentemente attribuiti al genere Pelycodus. Uno studio di Gingerich e Simons del 1977 aiutò a definire meglio la tassonomia del genere Cantius. La specie tipo, Cantius angulatus, venne descritta per la prima volta da Edward Drinker Cope nel 1875. Le specie più note, tuttavia, sono C. trigonodus (ben conosciuta grazie a materiale cranico proveniente dallo Wyoming), C. frugivorus (del peso di circa 3 chilogrammi) e la già citata C. torresi, la più antica. Quest'ultima specie potrebbe non essere però la più primitiva, in quanto la forma dei molari sarebbe più derivata rispetto ad altre specie quali C. ralstoni, leggermente più recente.
Cantius è considerato il più antico e probabilmente il più primitivo degli adapidi, un gruppo di primati arcaici affini agli attuali lemuri. In particolare, il numeroso materiale proveniente dal Wyoming ha permesso di usare Cantius per dimostrare le relazioni antenato – discendente negli adapidi americani (Notharctinae) in vari studi (tra cui Gingerich e Simons, 1977). Il continuo e graduale sviluppo nel corso dell'Eocene inferiore dei molari e della fusione mandibolare, così come i cambiamenti della taglia corporea, ha giocato un ruolo essenziale nella comprensione dell'evoluzione dei notarctini.

## Paleobiologia
Sulla base della dentatura dotata di molari larghi e squadrati, si suppone che Cantius fosse un animale frugivoro. Le lunghe ossa delle zampe, relativamente potenti, dovevano permettere a questi animali di muoversi agilmente e velocemente fra gli alberi, e anche di spiccare notevoli balzi da un ramo all'altro.